# Rugby-Union-Afrikameisterschaft 2008
Die Rugby-Union-Afrikameisterschaft 2008 (englisch 2008 Rugby Africa Cup, französisch Coupe d’Afrique de rugby à XV 2008) war ein in Afrika ausgetragener Wettbewerb in der Sportart Rugby Union. Er lief parallel zur Rugby-Union-Afrikameisterschaft 2008/09, die auch als WM-Qualifikation diente. Beteiligt waren  13 Nationalmannschaften, die der zweiten afrikanischen Division (CAR Development) angehörten. Diese waren  in eine Nordzone mit sechs, eine Zentralzone mit drei und eine Südzone mit vier Teilnehmern eingeteilt

## CAR Development (Division 2)
Für einen Sieg gab es vier Punkte, für ein Unentschieden zwei Punkte, bei einer Niederlage null Punkte. Je einen Bonuspunkt gab es für das Erzielen von vier Versuchen oder bei einer Niederlage mit sieben oder weniger Spielpunkten Unterschied.

### Nordzone

#### Gruppe A
|    | Land  | Spiele | Siege | Unent. | Ndlg. | Spiel- punkte | Diff. | Bonus- punkte | Tabellen- punkte |
| -- | ----- | ------ | ----- | ------ | ----- | ------------- | ----- | ------------- | ---------------- |
| 1. | Niger | 2      | 1     | 1      | 0     | 22:6          | + 16  | 1             | 7                |
| 2. | Togo  | 2      | 1     | 0      | 1     | 6:19          | − 13  | 0             | 4                |
| 3. | Mali  | 2      | 0     | 1      | 1     | 3:6           | − 3   | 1             | 3                |

| 23. Juni 2008 | Togo | 3 : 0 | Mali | University of Ghana, Accra |
| 23. Juni 2008 |      |       |      | University of Ghana, Accra |

| 25. Juni 2008 | Niger | 3 : 3 | Mali | University of Ghana, Accra |
| 25. Juni 2008 |       |       |      | University of Ghana, Accra |

| 27. Juni 2008 | Togo | 3 : 19 | Niger | University of Ghana, Accra |
| 27. Juni 2008 |      |        |       | University of Ghana, Accra |

#### Gruppe B
|    | Land         | Spiele | Siege | Unent. | Ndlg. | Spiel- punkte | Diff. | Bonus- punkte | Tabellen- punkte |
| -- | ------------ | ------ | ----- | ------ | ----- | ------------- | ----- | ------------- | ---------------- |
| 1. | Burkina Faso | 2      | 2     | 0      | 0     | 42:14         | + 28  | 1             | 9                |
| 2. | Ghana        | 2      | 1     | 0      | 1     | 25:17         | + 8   | 1             | 5                |
| 3. | Tschad       | 2      | 0     | 0      | 2     | 14:50         | − 36  | 0             | 0                |

| 23. Juni 2008 | Ghana | 17 : 8 | Tschad | University of Ghana, Accra |
| 23. Juni 2008 |       |        |        | University of Ghana, Accra |

| 25. Juni 2008 | Burkina Faso | 33 : 6 | Tschad | University of Ghana, Accra |
| 25. Juni 2008 |              |        |        | University of Ghana, Accra |

| 27. Juni 2008 | Ghana | 8 : 9 | Burkina Faso | University of Ghana, Accra |
| 27. Juni 2008 |       |       |              | University of Ghana, Accra |

#### Finalphase
Spiel um Platz 5
| 29. Juni 2008 | Tschad | 10 : 0 | Mali | University of Ghana, Accra |
| 29. Juni 2008 |        |        |      | University of Ghana, Accra |

Spiel um Platz 3
| 29. Juni 2008 | Ghana | 27 : 6 | Togo | University of Ghana, Accra |
| 29. Juni 2008 |       |        |      | University of Ghana, Accra |

Zonenfinale
| 29. Juni 2008 | Burkina Faso | 3 : 16 | Niger | University of Ghana, Accra |
| 29. Juni 2008 |              |        |       | University of Ghana, Accra |

### Südzone
|    | Land      | Spiele | Siege | Unent. | Ndlg. | Spiel- punkte | Diff. | Bonus- punkte | Tabellen- punkte |
| -- | --------- | ------ | ----- | ------ | ----- | ------------- | ----- | ------------- | ---------------- |
| 1. | Réunion   | 3      | 3     | 0      | 0     | 125:19        | + 106 | 1             | 13               |
| 2. | Mauritius | 3      | 2     | 0      | 1     | 69:18         | + 51  | 2             | 6                |
| 3. | Tansania  | 2      | 0     | 0      | 2     | 6:111         | − 105 | 0             | 0                |
| 4. | Mayotte   | 2      | 0     | 0      | 2     | 6:111         | − 105 | 0             | 0                |

| 1. Juli 2008 | Réunion | 25 : 16 | Tansania | New Georges V Stadium, Curepipe |
| 1. Juli 2008 |         |         |          | New Georges V Stadium, Curepipe |

| 1. Juli 2008 | Mauritius | 33 : 6 | Mayotte | New Georges V Stadium, Curepipe |
| 1. Juli 2008 |           |        |         | New Georges V Stadium, Curepipe |

| 3. Juli 2008 | Tansania | 32 : 14 | Mayotte | New Georges V Stadium, Curepipe |
| 3. Juli 2008 |          |         |         | New Georges V Stadium, Curepipe |

| 3. Juli 2008 | Mauritius | 3 : 10 | Réunion | New Georges V Stadium, Curepipe |
| 3. Juli 2008 |           |        |         | New Georges V Stadium, Curepipe |

| 5. Juli 2008 | Réunion | 90 : 0 | Mayotte | New Georges V Stadium, Curepipe |
| 5. Juli 2008 |         |        |         | New Georges V Stadium, Curepipe |

| 5. Juli 2008 | Mauritius | 22 : 17 | Tansania | New Georges V Stadium, Curepipe |
| 5. Juli 2008 |           |         |          | New Georges V Stadium, Curepipe |

### Zentralzone
Die Demokratische Republik Kongo zog sich vor Turnierbeginn zurück und wurde durch den belgischen Verein Kibubu RC ersetzt.
|    | Land      | Spiele | Siege | Unent. | Ndlg. | Spiel- punkte | Diff. | Bonus- punkte | Tabellen- punkte |
| -- | --------- | ------ | ----- | ------ | ----- | ------------- | ----- | ------------- | ---------------- |
| 1. | Ruanda    | 2      | 2     | 0      | 0     | 76:30         | + 46  | 2             | 10               |
| 2. | Burundi   | 2      | 1     | 0      | 1     | 61:31         | + 30  | 2             | 6                |
| 3. | Kibubu RC | 2      | 0     | 0      | 2     | 49:125        | − 76  | 0             | 0                |

| 6. Mai 2008 | Burundi | 56 : 24 | Kibubu RC | Bujumbura |
| 6. Mai 2008 |         |         |           | Bujumbura |

| 8. Mai 2008 | Ruanda | 69 : 25 | Kibubu RC | Bujumbura |
| 8. Mai 2008 |        |         |           | Bujumbura |

| 10. Mai 2008 | Burundi | 5 : 7 | Ruanda | Bujumbura |
| 10. Mai 2008 |         |       |        | Bujumbura |